# Paschal-Gletscher
Der Paschal-Gletscher ist ein 30 km langer und 6 km breiter Gletscher an der Ruppert-Küste im westantarktischen Marie-Byrd-Land. Er fließt in nordwestlicher Richtung zwischen zwei Gebirgskämmen, deren nördliche Ausläufer Mount McCoy bzw. das Lewis Bluff sind. An seinem unteren Ende fließt er mit dem White-Gletscher und dem Land-Gletscher zusammen, bevor letzterer in die Land Bay mündet. 
Erste Luftaufnahmen entstanden bei der United States Antarctic Service Expedition (1939–1941). Der United States Geological Survey kartierte ihn anhand eigener Vermessungen und Luftaufnahmen der United States Navy aus den Jahren von 1959 bis 1965. Das Advisory Committee on Antarctic Names benannte ihn 1972 nach Evans W. Paschal, wissenschaftlicher Leiter der Byrd-Station im Jahr 1970.